# Philodendron killipii
Philodendron killipii är en kallaväxtart som beskrevs av Kurt Krause. Philodendron killipii ingår i släktet Philodendron och familjen kallaväxter.
Artens utbredningsområde är Peru. Inga underarter finns listade.